# Aurélie Konaté
Aurélie Konaté (Savigny-sur-Orge, 27 settembre 1976) è un'attrice, cantante e ballerina francese.
È conosciuta soprattutto per aver interpretato il ruolo di Audrey nella serie televisiva Chante!.

## Biografia
Sua madre, Céline, è stata direttrice di scuola materna a Grigny, mentre suo padre, Auguste, lavora al CNAM di Évry come tecnico. Aurélie ha un fratello, Gaël, e 2 sorelle, Barbara e Stéphanie e vive con il suo cane, Oskar, un Cavalier King Charles.
Aurélie inizia come ballerina di jazz moderno, danza classica e tip tap, all'età di quattro anni. Ama principalmente la musica di Chantal Goya, e quando era adolescente, ascoltava artisti quali Destiny's Child, Aretha Franklin, Michael Jackson, Mariah Carey e Alicia Keys.

## Carriera musicale
Nel 1996, grazie ad un casting, è stata scelta per formare un gruppo musicale di ragazze con Dafna e Camille, chiamato Foxies. Il loro primo singolo, L'amour est un mystère, è trasmesso in molte radio quali NRJ e sulle radio FM regionali. La sua uscita era prevista nell'estate 1997, ma resta solo per due mesi sul mercato. Appaiono nella trasmissione televisiva 40º à l'ombre e in seguito, fanno due clip: una in bianco e nero e un'altra a colori, che verrà ceduta a Los Angeles. Il gruppo inciderà altri 2 singoli, Sous ton soleil e Si belle, che saranno trasmessi in radio, ma non usciranno.
Nel 1999, a 23 anni, firma un contratto da solista per una nuova casa discografica, con lo pseudonimo d'Eden Ly. Il singolo Changer les mots, scritta da Mickael Winter e prodotta da Nicolas Neidhart, ottiene un tale successo che passa su molte radio quali NRJ, RTL (Studio 22), Europe 1, France Inter, in cui passa regolarmente. Dopo aver inciso altre canzoni, che non saranno apprezzate dalla PDG, la sua casa discografica non è più interessata a lei e rompono il contratto. Nel 2001, è selezionata per la seconda edizione del reality show Star Academy, trasmesso sabato 31 agosto 2002 sulla rete francese TF1. Il coreografo Kamel Ouali, l'ha sollecitata per delle coreografie pericolose per il programma, quali Golden Eye, Etienne Etienne et Medley CloClo. Farà anche una tournée con il programma, dal 1º marzo al 21 giugno 2003 e in seguito, incide un nuovo disco, che comprende i singoli Quitte ou double e Signé sur mon cœur.

## Carriera di attrice
Tra il 2003 e il 2004, è selezionata dal produttore Gérard Louvin per interpretare uno dei tre ruoli principali nella commedia musicale Belles belles belles, dedicata a Claude François e rappresentata al teatro Olympia. Prosegue con un'altra commedia musicale, in omaggio a Joe Dassin, Nos plus belles années, nella compagnia d'Houcine e Anne Laure Sibon.
Nel 2007, interpreta il ruolo da protagonista di Joséphine Baker, nella commedia musicale omonima, diretta da Jacques Plessis, con Gregory Baquet, rappresentata all'Espace culturel di Saint-Ouen al Théâtre Daunou. Nel 2009 partecipa, in alternanza a Mélina Mariale, allo spettacolo musicale Tismée, realizzato da Rubia Matignon, con la compagnia Rubia Matignon, Frédéric Portut e Alien Cast e sostenuto dall'associazione Luc Besson. Nello stesso anno, è scelta per la seconda stagione, e nel 2010 per la terza, della serie televisiva musicale Chante!, trasmessa in Francia su France 2 e in Italia su Italia 1, Mya e La 5.
Tra il 2010 e il 2011, partecipa alla commedia teatrale "Mission Florimont", creata e diretta da Sacha Danino e Sébastien Azzopardi, con la compagnia Sébastien Azzopardi, rappresentata ai teatri Temple, Michel e Splendid, e nominato ai Molières "Migliore commedia 2010".